# 薛謹
薛 謹（せつ きん、401年 - 444年）は、後秦から北魏にかけての人物。字は法順。本貫は河東郡汾陰県。

## 経歴
薛弁の子として生まれた。容貌は魁偉で、史伝に通じた。
東晋の劉裕が後秦を滅ぼすと、薛謹は劉裕に召されて相府行参軍となった。まもなく記室参軍に転じた。
父の薛弁が北魏に亡命しようと、ひそかに薛謹に連絡をよこすと、薛謹は彭城から北に逃れた。北魏の河東郡太守に任じられた。後に父の平西将軍・汾陰侯の位を嗣いだ。薛謹の治所である河東郡は夏と隣接しており、薛謹は夏と対峙しつつ、行政に手腕をふるった。
始光3年（426年）、太武帝の命により奚斤が夏の赫連昌を討つと、薛謹は偏師を率いて先鋒の道案内をつとめた。北魏軍が蒲坂を落とすと、太武帝は新領を河東郡に編入した。薛謹は平西将軍・河東郡太守のまま秦州刺史となった。
延和3年（434年）、山胡の白龍が北魏にそむくと、薛謹は奚眷とともに太平から北に入り、白龍の乱を鎮圧した。秦州刺史のまま安西将軍・涪陵公の位を受けた。
太延元年（435年）、吐没骨を討った。薛謹の河東郡と秦州の統治は威刑と寛容を兼備し、儒教の教化を広めたものとして称揚された。
太平真君元年（440年）、平城に召還されて、内都坐大官に任じられた。
太平真君5年（444年）、都将となり、柔然に対する北伐に従軍したが、反乱を準備したとして中山王拓跋辰らとともに都南で斬られた。享年は44。鎮西将軍・秦雍二州刺史の位を追贈された。諡は元公といった。

## 子女
- 薛初古抜
- 薛洪隆（字は菩提、陽平王常侍、河東郡太守）
- 薛破胡（州治中別駕、河東郡太守、征仇池都将）
- 薛破氐（州別駕、早世）
- 薛積善（中書博士、臨淮王友）

## 伝記資料
- 『魏書』巻42 列伝第30
- 『北史』巻36 列伝第24